# 小牛丽管螺
小牛丽管螺（学名：Formosana moschina），是柄眼目烟管蜗牛科台湾烟管蜗牛属的一种。主要分布于中国大陆，常栖息在阴暗潮湿和多腐殖质的环境。